# Cerebrozid
Cerebrozid je zajedničko ime za grupu glikosfingolipida zvanih monoglikozilceramidi, koji su važne komponente životinjskih mišićnih i nervnih ćelijskih membrana.  
Oni se sastoje od ceramida sa jednim šećernim ostatkom na 1-hidroksilnoj grupi. Šećerni ostatak može da bude bilo glukoza ili galaktoza. Dva glavna tipa se stoga nazivaju glukocerebrozidi i galaktocerebrosidi. Galaktocerebrozidi su tipično prisutni u nervnom tkivu, dok su glukocerebrozidi zastupljeni u drugim tkivima.

## Sinteza
Za biosintezu monoglikozilceramida neophodan je direktan transfer ugljeno hidratne grupe sa šećer-nukleotida, kao što je uridin 5-difosfat(UDP)-galaktoza, ili UDP-glukoza na ceramidnu jedinicu. Ova glikozil-transferazom katalizovana reakcija dovodi do stereohemijske inverzije glikozidne veze, tako da dolazi do prelaza α →β. Sinteza galaktozilceramida, i glukozilceramida se odvija u endoplazmatičnom retikulumu, i na citosolnoj strani Goldžijevih membrana.

## Literatura
- David L. Nelson; Michael M. Cox (2005). Principles of Biochemistry (IV изд.). New York: W. H. Freeman. ISBN 0-7167-4339-6.
- Donald Voet; Judith G. Voet (2005). Biochemistry (3 изд.). Wiley. ISBN 9780471193500.

## Spoljašnje veze
- Cerebrosides на 